# Бломар
Бломар (фр. Blomard) насеље је и општина у централној Француској у региону Оверња, у департману Алије која припада префектури Монлисон.
По подацима из 2011. године у општини је живело 211 становника, а густина насељености је износила 9,43 становника/km². Општина се простире на површини од 22,37 km². Налази се на средњој надморској висини од 440 метара (максималној 487 m, а минималној 343 m).

## Демографија
| 1962. | 1968. | 1975. | 1982. | 1990. | 1999. | 2011. |
| ----- | ----- | ----- | ----- | ----- | ----- | ----- |
| 228   | 267   | 228   | 192   | 228   | 205   | 211   |

График промене броја становника у току последњих година